# Дражна де Жос
Дражна де Жос (на румънски: Drajna de Jos) е село в окръг Прахова, южна Румъния. Населението му е около 2 570 души (2002).
Разположено е на 404 метра надморска височина в Долнодунавската равнина, на 32 километра северно от Плоещ и в подножието на Карпатите.